# Malik Hooker
Malik Hooker (* 2. dubna 1996 v New Castle, stát Pensylvánie) je hráč amerického fotbalu nastupující na pozici Free safetyho za tým Indianapolis Colts v National Football League. Univerzitní fotbal hrál za Ohijskou státní univerzitu, poté byl vybrán v prvním kole Draftu NFL 2017 týmem Indianapolis Colts.

## Střední škola a univerzita
Hooker navštěvoval New Castle High School v rodném New Castlu, kde hrál basketbal a také dva roky americký fotbal na pozicích Cornerbacka a Wide receivera. V posledním ročníku byl za své výkony novinami Pittsburgh Post-Gazette vyhlášen Atletem roku.
Poté, co přestoupil na Ohijskou státní univerzitu, vynechal Hooker celý první ročník 2014. V sezóně 2015 odehrál všech třináct zápasů základní části, byť ani jeden jako startující hráč, a zaznamenal v nich 10 tacklů, převážně jako člen Special teamů. V sezóně 2016 se stal startujícím hráčem na pozici Free safetyho a hned v prvním utkání sezóny zaznamenal první dva interceptiony v kariéře. Celkem zasáhl do dvanácti zápasů, připsal si v nich 67 tacklů (z toho 5 pro ztrátu), a 6 intercepitonů, z nichž 3 vrátil do touchdownu. 29. listopadu 2016 pak byl za své výkony vybrán do prvního all-stars týmu konference Big Ten. Po skončení sezóny Hooker oznámil, že končí univerzitní kariéru, ve které mohl ještě dvě sezóny pokračovat, a zúčastní se Draftu NFL 2017. Poté ovšem vyšlo najevo, že bude muset absolvovat operaci třísel, v důsledku čehož se nezúčastní NFL Scouting Combine.

## Profesionální kariéra

### Indianapolis Colts
Hooker byl draftován v prvním kole Draftu NFL 2017 jako 15. hráč celkově týmem Indianapolis Colts.